# Paul van der Lugt
Paul van der Lugt (Amsterdam, 27 september 1956) is een Nederlands nieuwslezer en omroepmanager. 
Van der Lugt was te horen als nieuwslezer bij het ANP. Daarna werd hij leidinggevende bij Radio 3 en later RTV Utrecht.

## Levensloop
Van der Lugt werd bekend door zijn functie als zendercoördinator bij Radio 3 (later 3FM) van 17 april 1992 tot 1 november 2002. Zijn tijd als coördinator werd gekenmerkt door het vertrek en weer terugkomen van Giel Beelen, de politieke aspiraties van Henk Westbroek en de moord op Pim Fortuyn. Zelf noemde hij de ruzie met de VPRO over de avondprogrammering als een moeilijke periode tijdens zijn werk als zendercoördinator. Hij was van eind 2002 tot 2019 algemeen directeur van RTV Utrecht.
Van der Lugt begon zijn radioloopbaan in juni 1976 als nieuwslezer bij de radionieuwsdienst van het ANP. Begin jaren tachtig werd hij de vaste presentator van Veronica Sport op het toenmalige Hilversum 2. In 1985 wordt hij bij de KRO eindredacteur van de Radio 3 programmering. Vanaf 1986 presenteerde hij samen met Paul de Leeuw het radioprogramma Lieve Paul waarbij relatieproblemen van luisteraars werden opgelost. Na het vertrek van Paul de Leeuw in 1988 naar de VARA werd het programma omgedoopt in de "Zalige Liefdeslijn" dat hij toen samen met Erna Sassen presenteerde.
Op 2 oktober 2002 werd Van der Lugt verkozen tot radioman van het jaar vanwege zijn vermogen om mensen te motiveren en zijn leiderschapskwaliteiten. Op 3 juli 2002 maakte Van der Lugt zijn vertrek bij 3FM bekend. Reden voor zijn vertrek was dat hij aan iets nieuws toe was. Bovendien vond hij zich te oud voor een radiostation als 3FM: "Jongheid van geest gaat bij de meeste mensen gepaard met een fysieke jeugd, en ik ben inmiddels 45. Bovendien vind ik dat je niet heel erg lang als een soort J. Edgar Hoover je stempel moet drukken op een organisatie. Op gegeven moment moet zo'n organisatie ook een keer vrij kunnen ademen." Hij vertrok per 1 november 2002. Zijn opvolger werd Florent Luyckx.
In april 2022 bracht Van der Lugt het boek De laatste dag uit. In het boek beschrijft hij de laatste dag van en de moord op Pim Fortuyn.

## Persoonlijk
- In augustus 2015 trouwde Van der Lugt met de 18 jaar jongere presentatrice Evelien de Bruijn.[1]
- Tessel van der Lugt, voormalig radiomaker bij 3FM is een dochter van Paul van der Lugt uit een eerder huwelijk.

## Bestseller 60
| Boeken met noteringen in de Nederlandse Bestseller 60 | Jaar van verschijnen | Datum van binnenkomst | Hoogste positie | Aantal weken | Opmerkingen                |
| ----------------------------------------------------- | -------------------- | --------------------- | --------------- | ------------ | -------------------------- |
| De laatste dag                                        | 2022                 | 11-05-2022            | 26              | 2            | biografie over Pim Fortuyn |